# Modulación (música)
La modulación  en música tonal es el cambio de una tonalidad a otra durante el desarrollo de una obra, sin indicarlo con doble barra. Se requiere una cadencia que confirma unívocamente la transición hacia la nueva tonalidad, si no se trataría simplemente de una desviación pasajera. Las modulaciones pueden ser estables o pasajeras, así como diatónicas, cromáticas o enarmónicas. Con frecuencia se modula hacia los tonos vecinos, pero también puede ser por cambio de modo o por terceras (cromáticas y enarmónicas).

## Historia
En el siglo XVI Adrian Willaert fue el primer compositor en aplicar modulaciones en el sentido actual.
Existe una terminología que aparece en manuales antiguos de música en la que se denomina:
- Tonulación: al proceso de cambio de tono de una obra musical.
- Modulación: al proceso de cambio de modo de una obra musical.

## Tipos
Existen cinco formas de modular:[¿según quién?]
- Por acorde pivote (modulación diatónica[5]): se utiliza un acorde común entre la tonalidad de origen y la de destino.[1]
- En dominante  (modulación diatónica[5]): de re mayor a sol mayor un acorde pivote puede ser re mayor o mi menor, ya que son acordes con la misma interválica y color en ambas tonalidades.
- Por instalaciones  (modulación abrupta[5]): se modula por un cambio brusco desde una tonalidad a la de origen.
- Por traspase  (modulación por progresiones[5]): de sol mayor a la mayor la progresión puede ser sol mayor - do mayor - re mayor - mi mayor (acorde por instalación) - la mayor (nueva tónica)
- Por traspase pivote: de sol mayor a fa mayor, manteniéndose primero en do. Por ejemplo, sol mayor, mi menor, la menor, sol mayor o en séptima y do mayor; y de este, do mayor, la menor, re menor, la menor, do en séptima, fa.

Las tonalidades vecinas son las que más cerca están de la tonalidad principal y son aquellas para las que son necesarias menos alteraciones para el cambio:
- La tonalidad relativa.
- La tonalidad homónima (por cambio de modo).
- Las tonalidades vecinas con la diferencia de una única alteración.
- La tonalidad de la dominante y su relativo.
- La tonalidad de la subdominante y su relativo.

Otras formas de modular, refiriéndose este término tanto al cambio de tono como de modo, pueden incluir las siguientes:

### Modulación por acorde pivote
Sucede entre tonalidades vecinas, es decir, con pocas alteraciones de diferencia. Puede ir desde ninguna diferencia (por ejemplo ir al relativo), hasta aquel tono y modo en el que solo haya un acorde común. Lo normal es emplear la cadencia completa (subdominante, dominante y tónica) de la nueva tonalidad, estas funciones aparecen con acordes que son ambiguos de ambas tonalidades, hasta la dominante donde suele aparecer la sensible. Por ejemplo, do mayor comparte todos sus acordes con el relativo y comparte los acordes sobre los grados I, III, V y VI en caso de modular hacia la dominante (diferencia de uno). Sucede igualmente si se tratase de una diferencia en menos, como al cambiar a fa mayor con el si bemol, donde hay igual número de acordes en común aunque sobre los grados I, II, IV, VI. Para desplazarse a una tonalidad con dos diferencias como a re mayor se utilizan los acordes comunes sobre los grados III y V. No existen acordes puentes para tres diferencias, siendo esta una forma de modulación limitada por la existencia de acordes comunes llamados acordes puentes.

### Modulación cromática
Sucede cuando se emplea un mismo acorde, cambiando solo una nota que se eleva o se baja un semitono. Es por tanto mediante la alteración de esta nota que pasa normalmente a actuar como sensible de la nueva tonalidad como se establece un nuevo centro tonal. Muchas veces es utilizada como simple adorno (enfatización o tonalización), y en ocasiones juega con las expectativas llegando a no resolver en tónica (normalmente haciendo cadencia rota en la tónica esperada). Al igual que la modulación por acordes puentes, se produce bien entre ciertas tonalidades y no tan bien entre otras, sin embargo no presenta tantas limitaciones como esta o la enarmónica.

### Modulación enarmónica
Sucede cuando se enarmoniza un sonido, es decir cuando cambia en su escritura, lo cual conlleva implicaciones funcionales donde la escritura corresponde con una forma nueva de ordenar los sonidos de acuerdo a un nuevo centro tonal y jerarquía entre los sonidos. En la tonalidad en sentido clásico, existe esta jerarquización teniendo preponderancia la tónica y la dominante (siglos XVII-XVIII) y también la subdominante (siglos XV-XX). Este tipo de modulación se da entre tonalidades muy alejadas.

### Modulaciones al tercer círculo ascendente de quintas
Las modulaciones más sencillas al tercer y cuarto círculo ascendentes son aquellas que se obtienen por el aprovechamiento de la afinidad de las tonalidades homónimas (la menor/la mayor y mi menor/mi mayor), similitud basada en la igualdad de la tónica de ambos modos y del acorde de dominante.
Si el acorde de dominante apareciera solo puede ser seguido tanto del acorde del grado I de cualquiera de los dos modos, pero si procede de la tonalidad menor, es necesario hacer retroceder las condiciones del modo menor para liquidarlas y presentar el acorde de manera que posea la libertad suficiente para inclinarse hacia el modo menor o el modo mayor.
El proceso de modulación presenta tres pasos a seguir:
1. Introducción del grado V de la tonalidad de arribada primeramente como V de la tonalidad menor homónima. Neutralización de los sonidos sin alterar.
2. Transformación de esta dominante de una tonalidad menor en dominante de una tonalidad mayor, preparación de la conversión.
3. Paso a la tonalidad mayor y eventualmente después al relativo menor